# Zilvernitride
Zilvernitride (Ag3N) is het nitride van zilver. Het wordt ook wel knalzilver genoemd. De stof komt voor als een explosief zwart kristallijn poeder, dat vrijwel onoplosbaar is in water. Het ontleedt in minerale zuren. Deze ontleding is echter explosief in sterk geconcentreerde zuren.

## Synthese
Zilvernitride kan bereid worden door het oplossen van zilveroxide of zilvernitraat in een geconcentreerde ammonia-oplossing. Aanvankelijk worden hierbij amide- of imidecomplexen van zilver gevormd, die nadien omgevormd worden tot zilvernitride. Of er al dan niet zilvernitride wordt gevormd hangt hoofdzakelijk af van de concentratie van de ammonia-oplossing. In een 1,52 M ammonia-oplossing wordt vrijwel onmiddellijk zilvernitride gevormd, terwijl er in een 0,76 M oplossing geen zilvernitride wordt gevormd.

## Toxicologie en veiligheid
Zilvernitride is een explosieve verbinding, die voornamelijk in droge toestand zeer schokgevoelig is. De kleinste stoot kan de verbinding explosief doen ontleden. Echter, na verloop van tijd zal deze schokgevoeligheid afnemen. Het kan onschadelijk gemaakt worden door het voorzichtig op te lossen in verdunde ammonia of een geconcentreerde ammoniumcarbonaat-oplossing.